# 越川大樹

越川 大樹（こしかわ ひろき、1987年4月11日 - ）は、日本の元キックボクサー。千葉県出身。身長170cm。市原ジム所属。第4代新日本キックボクシング協会フライ級王者＆元新日本キックボクシング協会バンタム級1位

## 経歴
2005年4月10日、に新日本キックボクシング協会にてプロデビュー。
2009年4月5日、第4代日本フライ級王者。
2014年4月6日、引退。

## 戦績
日本国内戦　30戦24勝5敗1分
海外戦　9戦8勝
```
※非公式戦含む
```